# Gee Atherton
George David Atherton, plus souvent appelé Gee Atherton (né le 26 février 1985 à Salisbury) est un pilote de VTT britannique. Spécialiste de la descente, il a été champion du monde de cette discipline en 2008 et 2014 et vainqueur de la Coupe du monde en 2010. Son frère Dan et sa sœur Rachel Atherton sont également vttistes.
La fratrie Atherton créé, en 2019, la marque de VTT Atherton orientée vers les pratiques qui leur sont chères : l'enduro et la descente. La même année, la cadette Rachel remporte deux étapes de Coupe du Monde de Descente RedBull à Fort William en Écosse et Vallnord en Andorre sur un VTT Atherton.
Gee, alors toujours pilote et très investi dans l'évolution de sa marque, fait une chute impressionnante en juin 2021 alors qu'il essaie d'ouvrir une voie de descente sur le Knife Edge Ridge non loin de Dinas Mawddwy au Pays de Galles. Il a besoin de presque un an de soins et de rééducation avant de pouvoir remonter sur un vélo.

## Palmarès

### Championnats du monde
- Descente
  -  Médaillé de bronze en 2007
  -  Médaillé d'or en 2008
  -  Médaillé d'argent en 2012
  -  Médaillé d'or en 2014

### Coupe du monde
- Coupe du monde de descente
  - 2013 : 2e du classement général, vainqueur de 2 manches
  - 2014 : 5e du classement général, vainqueur d'une manche
  - 2015 : 6e du classement général
  - 2017 : 43e du classement général
  - 2018 : 9e du classement général
  - 2019 : 24e du classement général
  - 2020 : 54e du classement général

### Championnats de Grande-Bretagne
- Champion de Grande-Bretagne de descente juniors : 2002 et 2003
- Champion de Grande-Bretagne de descente : 2004, 2009, 2012 et 2013